# Daniel Graisberry
Daniel Graisberry (vers 1740 - 26 décembre 1785) est un imprimeur irlandais. 

## Biographie
Daniel Graisberry est né à Drumcondra dans le nord de Dublin vers 1740. Il est le fils de William Graisberry, également imprimeur, et d'Elizabeth Graisberry. Il est admis à la guilde de Saint-Luc le 24 août 1775 après avoir terminé son apprentissage sous Hugh Grierson, l'imprimeur du roi. Il conclut un partenariat avec James Williams, un libraire, du début de 1778 à mars 1781. Graisberry se concentre sur l'impression tandis que Williams est responsable du commerce de détail au 10 Back Lane, où Graisberry loue les locaux pour 45 £ par an. Un des livres dont Graisberry est crédité est l'impression de Dublin en 1776 en huit volumes de A History of Earth and Animated Nature par Oliver Goldsmith. 
Il épouse Mary Kennedy en juillet 1765 et le couple a au moins 12 enfants. Sa mort est annoncée par erreur dans la presse de Dublin en novembre 1772. Le 6 février 1782, Graisberry est blessé lorsque le sol du Music Hall de Fishamble Street s'effondre lors d'une réunion de guilde. Il meurt le 26 décembre 1785, quelques heures après la mort de sa mère. Un monument est érigé dans le cimetière de Drumcondra. Son épouse, Mary, reprend l'entreprise en partenariat avec son gendre Richard Campbell, le mari d'Elizabeth Graisberry. Mary prend sa retraite en 1797 et meurt à Back Lane en février 1822. 
Leur fils, probablement l'aîné, Daniel succède à sa mère dans l'imprimerie. À son tour, son épouse, Ruth, lui succède. 
Les registres de Graisberry de 1777-1785 sont publiés en 1990, les originaux étant conservés dans les archives du Trinity College de Dublin,,.